# Domingo de Guzmán
Santo Domingo de Guzmán (Caleruega, Reino de Castilla; 8 de agosto de 1170-Bolonia, Sacro Imperio Romano Germánico, 6 de agosto de 1221) fue un presbítero castellano y santo católico, fundador de la Orden de Predicadores, cuyos miembros son conocidos como "dominicos".

## Biografía
Domingo de Guzmán nació en Caleruega, en la actual provincia de Burgos, hacia 1170. Sus padres fueron el venerable Félix de Guzmán y Juana de Aza, beatificada en 1828. Domingo tuvo dos hermanos mayores, Antonio y el beato Manés (este último fue uno de los primeros beatos dominicos).
A los seis años se entregó a su tío para aprender lingüística.
De los siete a los catorce años (1176-1184), bajo la preceptoría de su tío que era arcipreste en Gumiel de Izán, Gonzalo de Aza, recibió esmerada formación moral y cultural. En este tiempo, transcurrido en su anciano parte en Gumiel de Izán, despertó su vocación hacia el estado eclesiástico.
De los catorce a los veintiocho (1184-1198) vivió en Palencia,  estudiando artes (humanidades superiores y filosofía), cuatro años más estudió teología, y pasó otros cuatro como profesor de las escuelas catedralicias de Palencia (que en 1208 serían convertidas en Estudio General).
Al terminar la carrera de artes en 1190, recibida la tonsura, se hizo canónigo regular en la catedral de Osma. Fue en el año 1191, ya en Palencia, cuando vende sus libros para aliviar a los pobres del hambre que asolaba Castilla. Al concluir la teología en 1194, se ordenó sacerdote y fue nombrado regente de la Cátedra de Sagrada Escritura en las Escuelas.
Al finalizar sus cuatro cursos de Docencia y Magisterio Universitario, con veintiocho años de edad, se recogió en su cabildo, y luego el obispo le encomienda la presidencia de la comunidad de canónigos y del gobierno de la diócesis en calidad de vicario general de la misma.
En 1205, por encargo del rey Alfonso VIII de Castilla, acompaña al obispo de Osma, monseñor Diego de Acebes, como embajador extraordinario para concertar en la corte danesa las bodas del príncipe Fernando. Con este motivo, realizó viajes a Dinamarca y a Roma, y durante ellos se decidió su destino y se aclaró definitivamente su ya antigua vocación misionera. Convencido de que los herejes cátaros debían ser convertidos al catolicismo, comenzó a formar el movimiento de predicadores. De acuerdo con el papa Inocencio III, en 1206, al terminar las embajadas, se estableció en el Languedoc como predicador entre los cátaros, y en 1206 establece una primera casa femenina en Prouille. Rehusó los obispados de Conserans, Béziers y Cominges, para los que había sido elegido canónicamente.

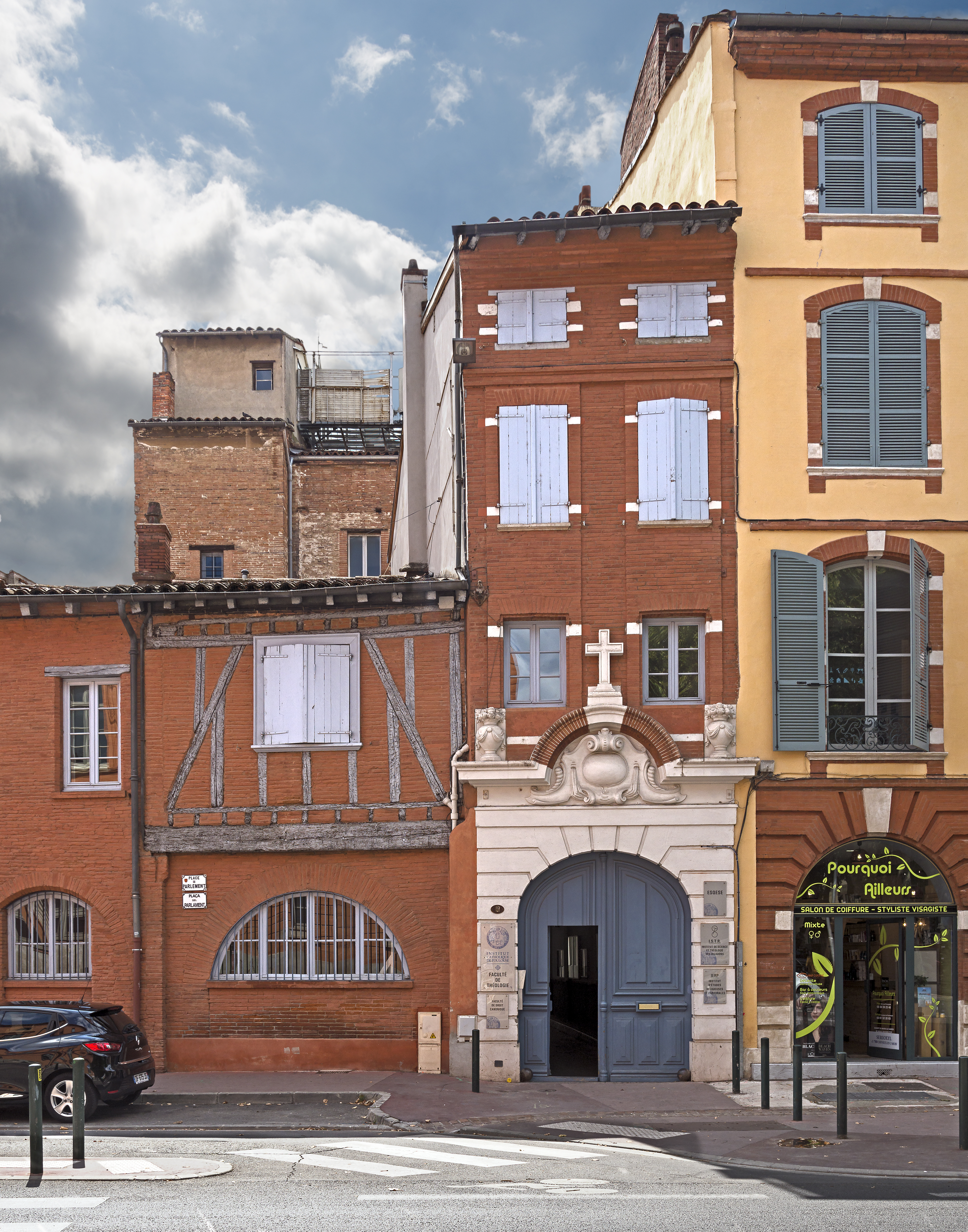
La casa de Santo Domingo en Toulouse.

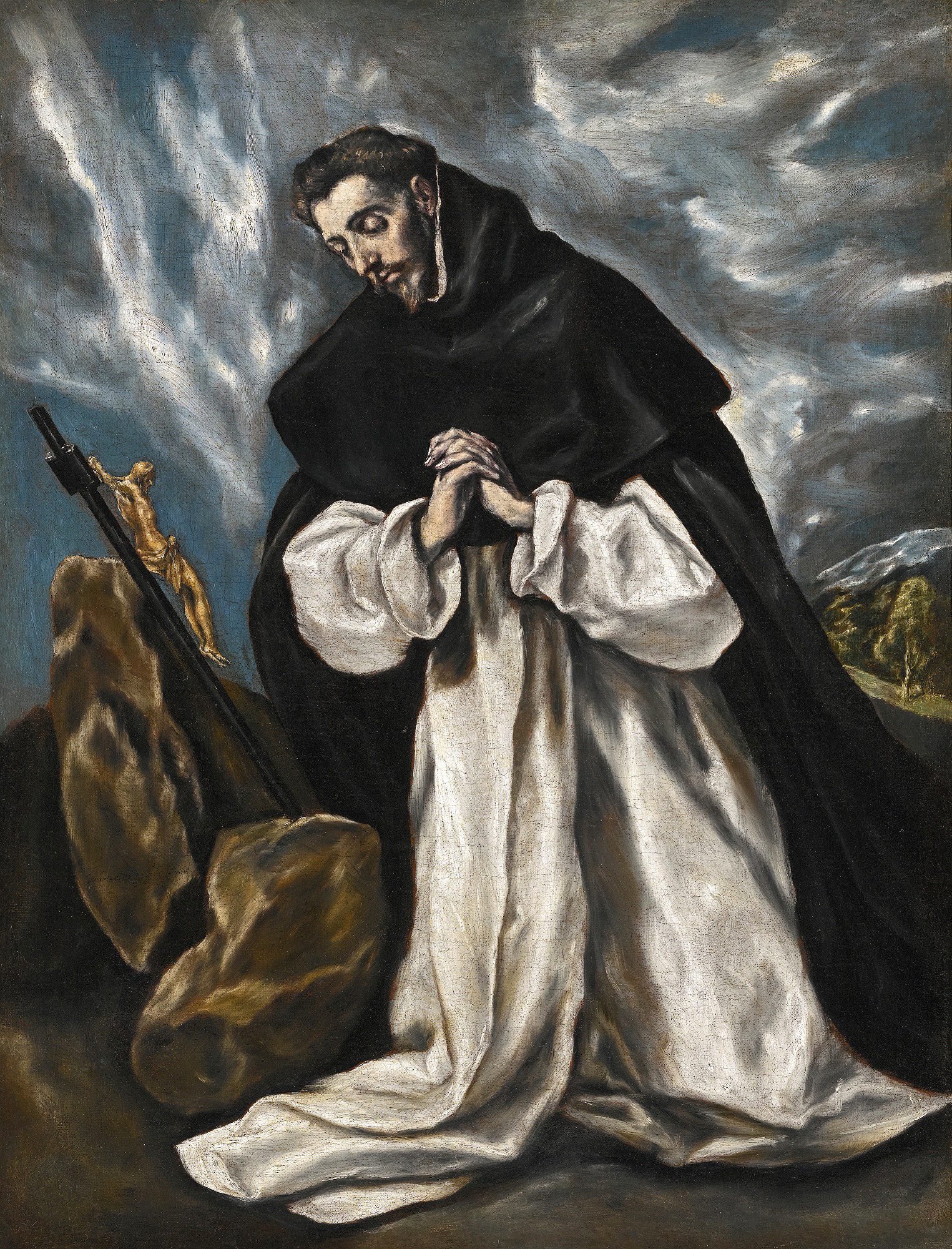
Domingo de Guzmán vio la necesidad de un nuevo tipo de organización para enfrentar las necesidades de su tiempo, una que mantendría la dedicación y la educación sistemática de las anteriores órdenes monásticas para influir en los problemas religiosos de la población, pero con más flexibilidad de organización que las otras órdenes monásticas o la clerecía secular.

Para predicar la doctrina católica entre los cátaros, en 1215 establece en Toulouse la primera casa masculina de su Orden de Predicadores, cedida a Domingo por Pedro Sella, quien con Tomás de Tolosa se asocia a su obra. En septiembre del mismo año llega de nuevo a Roma en segundo viaje, acompañando al obispo de Toulouse, monseñor Fulco, para asistir al cuarto Concilio de Letrán y solicitar del papa la aprobación de su orden como organización religiosa de canónigos regulares. De regreso de Roma elige con sus compañeros la regla de San Agustín para su orden y, en septiembre de 1216, vuelve en un tercer viaje a Roma llevando consigo la regla de San Agustín y un primer proyecto de constituciones para su orden. El 22 de diciembre de 1216 recibe del papa Honorio III la bula Religiosam Vitam por la que confirma la Orden de Predicadores.
Al año siguiente retorna a Francia y en el mes de agosto dispersa a sus frailes; envía cuatro a España y tres a París, y él decide marchar a Roma. Se dice que allí se manifiesta su poder taumatúrgico con numerosos milagros y se acrecienta de modo extraordinario el número de sus frailes. Meses después envía los primeros frailes a Bolonia. A finales de 1218 regresa a Castilla a recorrer Segovia, Madrid y Guadalajara.
Por mandato del papa Honorio III, en un quinto viaje a Roma, reúne en el convento de San Sixto a las monjas dispersas por los distintos monasterios de la ciudad para obtener para los frailes el convento y la iglesia de Santa Sabina.
En la fiesta de Pentecostés de 1220 asiste al primer Capítulo General de la orden, celebrado en Bolonia. En él se redacta la segunda parte de las constituciones. Un año después, en el siguiente capítulo celebrado también en Bolonia, se acuerda la creación de ocho provincias.
Con su orden claramente estructurada y más de sesenta comunidades en funcionamiento, agotado físicamente, fallece el 6 de agosto de 1221 tras una breve enfermedad, a los cincuenta años de edad, en el convento de Bolonia. Sus restos permanecen sepultados en la basílica de Santo Domingo de esa ciudad. En 1234 el papa Gregorio IX lo canonizó. La Iglesia católica celebra su fiesta el 8 de agosto, aunque en algunos lugares como Pulgar (Toledo), un pueblo situado en las estribaciones de los Montes de Toledo, Lécera (Zaragoza), Palenque, o Comitán (México) y Mixco (en Guatemala), se sigue celebrando su festividad el 4 de agosto.
En 1248, el Capítulo de París aprobó la Legenda de San Domingo, que, en el invierno anterior, el fraile dominicano Costantino de Orvieto había presentado al Maestro General Juan de Wildeshausen.
La ciudad capital de la República Dominicana (Santo Domingo) lleva ese nombre en su honor. 

### Leyenda del Rosario
Según numerosos testimonios,en 1212 y en las proximidades de Tolosa, Domingo tuvo una aparición de la Virgen María, quien le entregó el Rosario (llamado entonces: «Salterio de la Virgen»). Según el relato del beato Alano de la Rupe la aparición le dijo: 
«¿Sabes, querido Domingo, de qué arma se ha servido la Santísima Trinidad para reformar el mundo?»- Oh, Señora, tú lo sabes mejor que yo –respondió él–; porque después de Jesucristo, tú fuiste el principal instrumento de nuestra salvación. «–Pues sabes– añadió ella– que la principal pieza de combate ha sido el salterio angélico, que es el fundamento del Nuevo Testamento. Por ello, si quieres ganar para Dios esos corazones endurecidos, predica mi salterio».
Según la misma leyenda, al comenzar Domingo su predicación, se desencadenó una terrible tormenta, tembló la tierra y se oscureció el sol. En ese momento los herejes vieron a la Virgen,  levantar los brazos al cielo por tres veces para pedir a Dios venganza contra ellos, si no se convertían. De este modo, prosigue el relato, casi todos los habitantes de Tolosa lo aceptaron, renunciando a sus errores. En poco tiempo se experimentó un gran cambio de vida y costumbres en la ciudad.

## Representación iconográfica

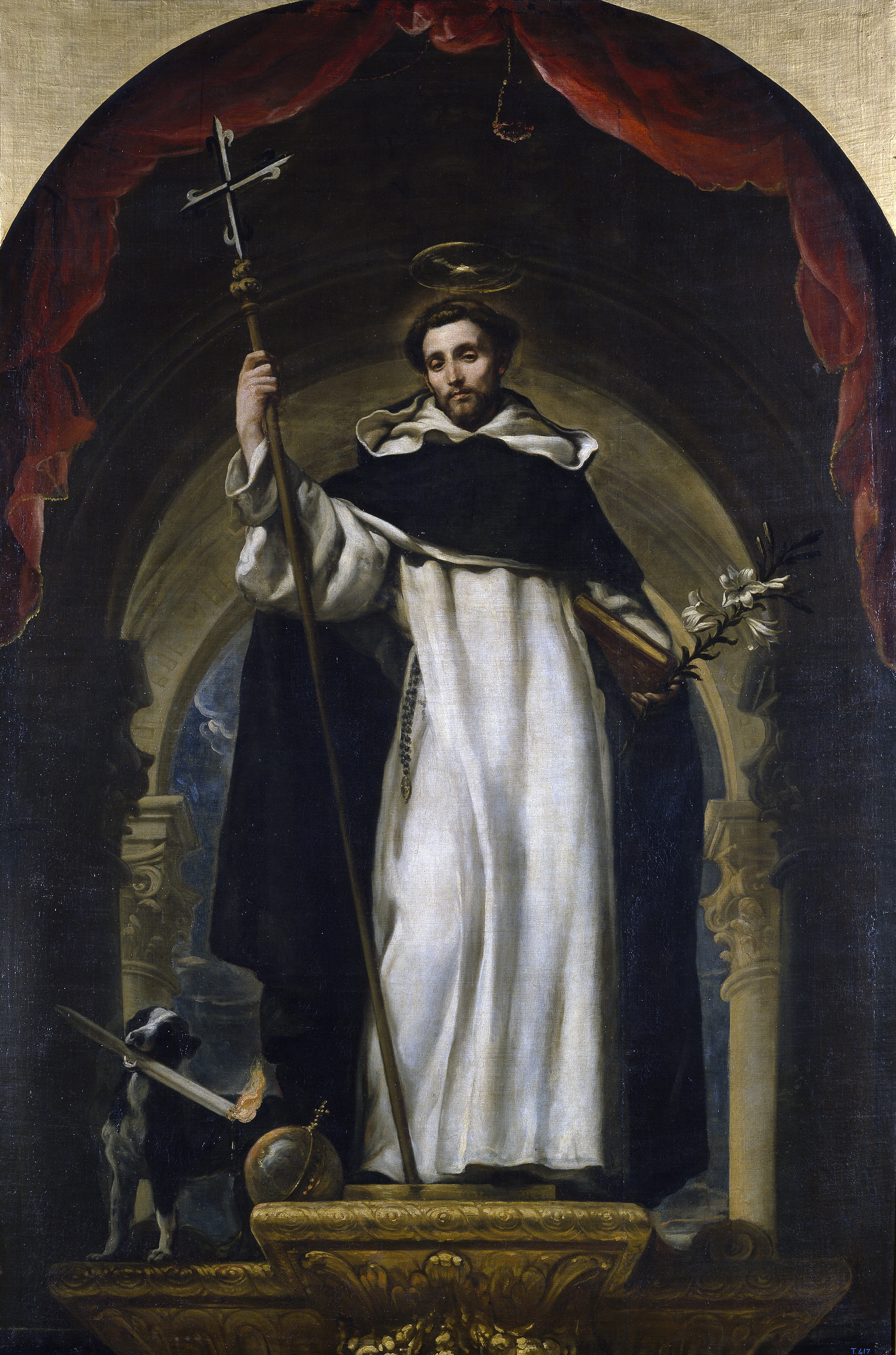
Santo Domingo con sus símbolos, obra de Claudio Coello.

Santo Domingo de Guzmán tiene asociados varios elementos relacionados con su vida. Por ello se le representa con diferentes símbolos:

### Perro con antorcha
La leyenda (primera hagiografía de Santo Domingo)[cita requerida] narra una visión que su madre, la Beata Juana de Aza, tuvo antes de que Santo Domingo naciera. Soñó que un perrito salía de su vientre con una antorcha encendida en su boca. Incapaz de comprender el significado de su sueño, decidió buscar la intercesión de Santo Domingo de Silos, fundador de un famoso monasterio Benedictino de las cercanías. Hizo una peregrinación al monasterio para pedir al Santo que le explicara el sueño. Allí comprendió que su hijo iba a encender el fuego de Jesucristo en el mundo por medio de la predicación. En agradecimiento, puso a su hijo por nombre Domingo, como el santo de Silos. Fue un nombre muy apropiado, por cuanto Domingo viene del latín Dominicus, que significa del Señor. De Dominicus (Domingo) viene Dominicanus (Dominico, que es el nombre de la Orden de Santo Domingo). No obstante, utilizando un juego de palabras, se dice que Dominicanus es un compuesto de Dominus (Señor) y canis (perro), significando el perro del Señor o el vigilante de la viña del Señor.
En su carta del 4 de febrero de 1221 a todos los obispos de la Iglesia recomendando la Orden de Santo Domingo, el papa Honorio III dijo que Domingo y sus seguidores habían sido «nombrados para la evangelización del mundo entero». Y en otra carta, esta vez dirigida a Domingo (18 de enero de 1221), el papa les llamaba pugiles fidei ("caballeros de la fe", defendiéndola contra todo el que se oponga a ella). Esto es lo que Domingo hizo durante toda su vida, defender la fe con el ejemplo de su vida y con su predicación incesante contra los herejes del Languedoc en el sur de Francia, y con su deseo de ser misionero entre los no-cristianos.

### Azucena
Usualmente se le representa con unas azucenas en la mano. El amor por la pureza de Domingo fue tan perfecto que, en su lecho de muerte, al hacer una confesión pública frente a sus hermanos, pudo decir: «Gracias a Dios, cuya misericordia me ha conservado en perfecta virginidad hasta este día; si deseáis guardar la castidad, evitad todas las conversaciones peligrosas y vigilad vuestros corazones». Y entonces, sintiendo remordimiento, dijo a fray Ventura, prior de Bolonia: «Padre, temo que he pecado hablando de esta gracia delante de los hermanos». La pureza de su alma y el deseo de que sus hijos le imitasen le llevaron a hacer esa revelación.

### Estrella

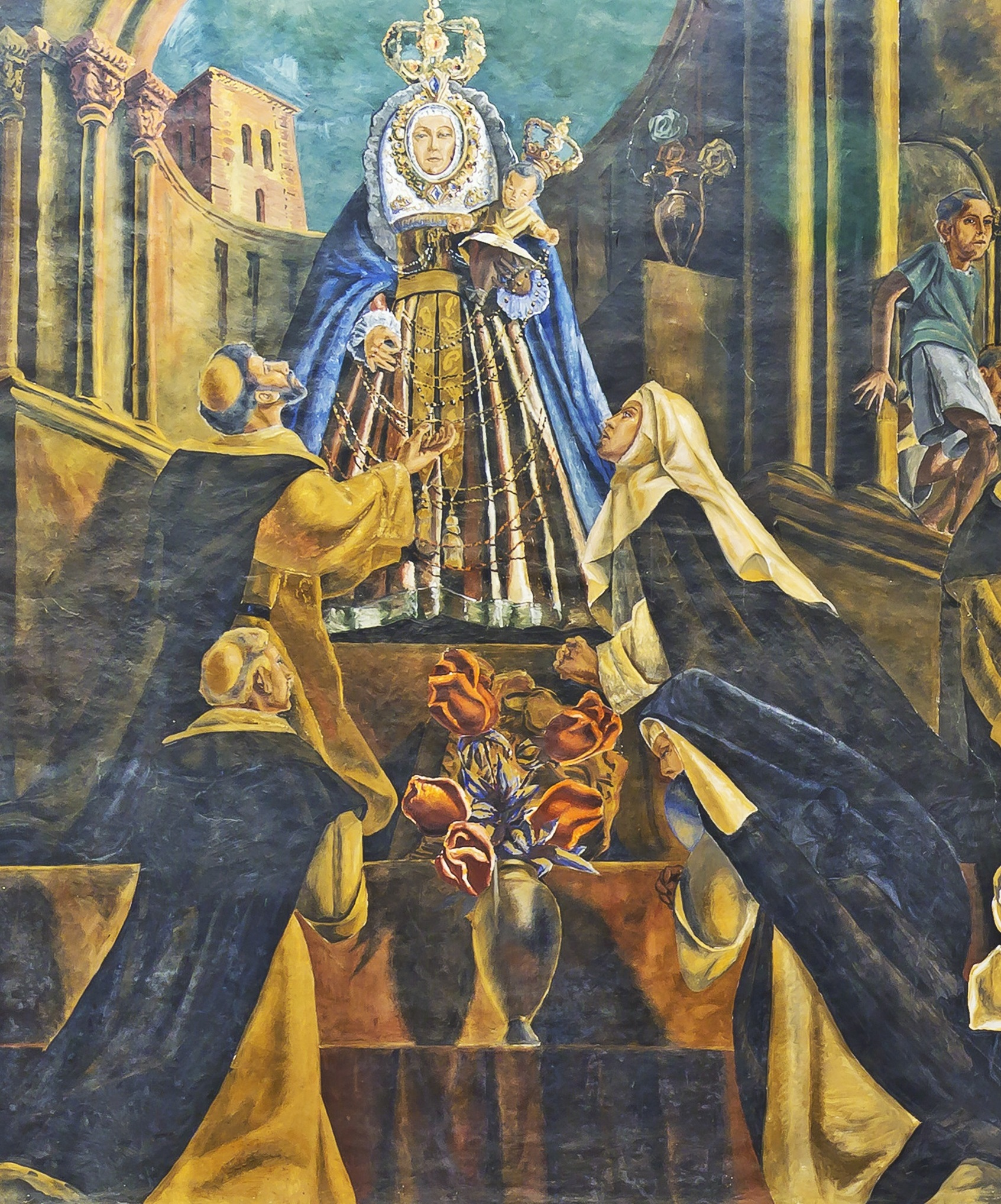
En este fresco aparece representada la Santísima Virgen entregando el rosario a santo Domingo de Guzmán. En la escena también aparecen fray Pedro de Santa María y Ulloa, santa Catalina de Siena y la Siervita de Dios Sor María de Jesús de León Delgado. El fresco se encuentra en la iglesia de Santo Domingo de Guzmán en San Cristóbal de La Laguna (Tenerife, España).

La misma leyenda también cuenta que durante el bautismo de Domingo apareció una estrella sobre su frente. Por medio de su vida y predicación, Domingo fue como un faro guiando almas hacia Cristo. Desde sus años de estudiante en Palencia, España, donde vendió sus valiosos libros con el fin de conseguir dinero para ayudar a los pobres que sufrían una gran sequía, y donde llegó a ofrecerse a ser vendido como esclavo para redimir a cristianos cautivos por los moros, a aquella noche, en un viaje a Dinamarca, que pasó en conversación con el hospedero hereje, atrayéndole por fin otra vez a la fe verdadera, a su etapa en el Languedoc, donde pasó los mejores años de su vida, su enseñanza y predicación, hasta la fundación de su Orden, Santo Domingo fue siempre una estrella brillante que atrajo almas perdidas a Cristo.

### La cruz, el estandarte y el rosario
- La cruz de dos brazos (llamada «patriarcal») es un símbolo de los fundadores de grandes familias religiosas (patriarcas) o de importantes comunidades cristianas que han dado origen a otras muchas. Se usa para Santo Domingo porque él fue el primero en sacar al monje del monasterio a la ciudad, convirtiéndole en apóstol: un religioso sin dejar de ser un monje. Otras órdenes fueron fundadas inmediatamente después de los Dominicos o casi simultáneamente, como los Franciscanos, y todos siguieron la misma pauta. Fue mucho después, en el siglo XVI, cuando aparecieron las Congregaciones dedicadas al trabajo apostólico, pero sin observancias monásticas.

- El estandarte con el emblema dominico es el escudo de armas de santo Domingo. Blanco y negro: pureza y penitencia, muerte y resurrección, combinando el ideal dominico de mortificación y alegría, renuncia al mundo y posesión de Cristo. Su lema es Laudare, Benedicere, Pradicare, que significa alabar, bendecir, predicar.

- En cuanto al rosario, los medievales consideraron erróneamente que fue invención de santo Domingo, cuando en realidad se lo conocía desde el siglo IX; por otra parte, quien popularizó el rosario fue el dominico Alano de Rupe (1428-1475).[4] Sin embargo, fue Domingo quien le dio al rosario una finalidad evangelizadora, y fue la orden dominica la que convirtió esta devoción inicialmente particular en una oración eclesial universal.[4]

### El libro y la iglesia
En algunas representaciones, Santo Domingo sostiene un libro en su mano izquierda. El libro representa la Biblia, que era la fuente de la predicación y espiritualidad de Domingo. Era conocido como el Maestro Domingo por el grado académico que obtuvo en la universidad de Palencia, España. Sus contemporáneos dicen que en sus viajes por Europa siempre llevaba consigo el Evangelio de san Mateo y las Cartas de san Pablo. Esto hace referencia a la visión que tuvo en una de sus noches de vigilia. Mientras Domingo oraba, los santos Pedro y Pablo se le aparecieron. San Pedro llevaba consigo el Evangelio, y Pablo sus Cartas, con este mensaje: «Ve y predica, porque has sido llamado para este ministerio». Esta revelación le reafirmó en su vocación de continuar siendo un Predicador Itinerante, no solo en el sur de Francia sino también en todo el mundo por medio de su Orden, la Orden de Predicadores.
A veces, sobre el libro hay una iglesia. Esta iglesia representa la Basílica Laterana, la Madre Iglesia universal.
Santo Domingo tuvo que enfrentarse con muchos obstáculos legales para que el papa aprobara su nueva Orden. De acuerdo con la leyenda, el papa Inocencio III, santo Domingo y san Francisco tuvieron un sueño. Cada uno de ellos vio que la Basílica Laterana estaba comenzando a derrumbarse, y a dos frailes, uno en hábito blanco y el otro en un hábito marrón, colocándose ellos mismos como columnas para evitar el colapso total. Domingo se reconoció a sí mismo como el fraile del hábito blanco, pero no sabía quién era el otro fraile. De igual modo, Francisco de Asís se reconoció a sí mismo como el fraile del hábito marrón, pero desconocía quién era el del hábito blanco. Para Inocencio III el sueño era un rompecabezas y un misterio. El día siguiente, cuando Domingo iba a ver al papa sobre la aprobación de su Orden, se encontró a un fraile joven vestido con un hábito marrón. Mirándose mutuamente, cada uno reconoció al otro como el compañero que ayudaba a soportar la Basílica Laterana, y se abrazaron en medio de la calle. Después fueron juntos a ver al papa, y este comprendió inmediatamente el significado de su sueño: Las Órdenes de estos dos gran hombres serán como columnas que salvarán a la Iglesia de su destrucción.

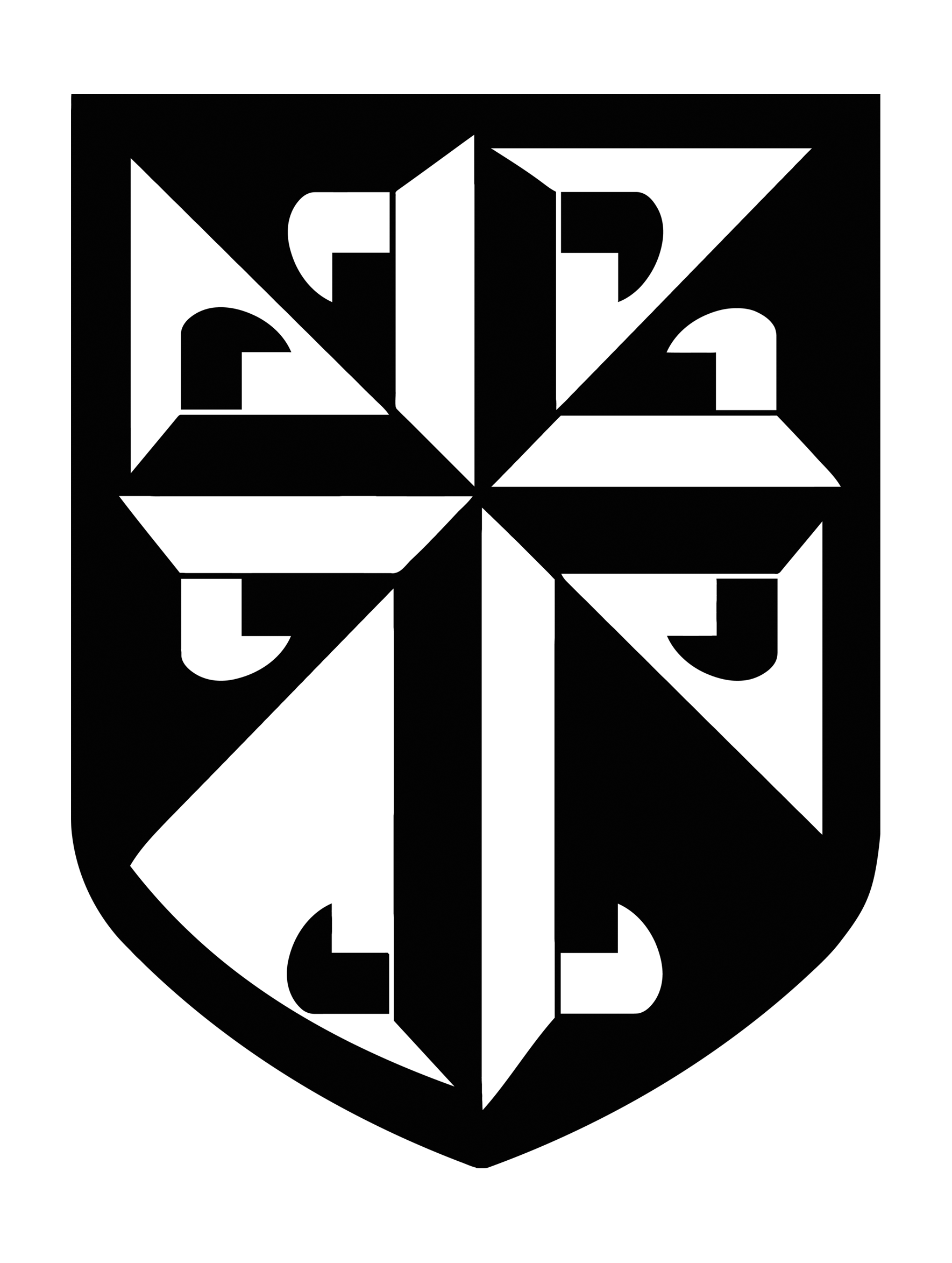
Escudo de la Orden de Predicadores.

### Las tres mitras
También se representa a santo Domingo con tres mitras, lo que alude al ofrecimiento que le hicieron de tres obispados, los que rechazó porque quería dedicarse a los pobres.

## Reliquias
Si bien el cuerpo de santo Domingo de Guzmán permanece en su Basílica de Bolonia, existen numerosas reliquias de él a lo largo y ancho del mundo. Es de reseñar que le fue concedida a la Sacramental de la Sagrada Cena y María Santísima Del Rosario (Huelva) una reliquia del santo padre. Esta reliquia se guarda en un relicario que se coloca el Domingo de Ramos (salida procesional de la hermandad) a los pies de la Virgen, así como en cultos internos que se le rinden. En enero de 2007 la Vicaría de Roma concedió una de primera clase y que puede encuadrarse dentro de la tipología de las ex osibus a la Real Hermandad de Nuestro Padre Jesús Nazareno de Alhaurín el Grande (Málaga), en atención a los lazos que unen a esta Hermandad a la Orden Dominicana. Esta reliquia es procesionada cada Viernes Santo junto a otra de san Roque en un relicario doble situado en el frontal del trono de María Santísima del Mayor Dolor. Otras reliquias del Santo en España serían la enviada por los Dominicos a las Islas Canarias, que se venera en la Parroquia de Santo Domingo de Guzmán (Vegueta) o a Pulgar (Toledo) donde guardan una reliquia, que cada 4 de agosto, celebración de las fiestas patronales en honor al santo, se da a venerar durante el ofrecimiento.

## Patronazgo

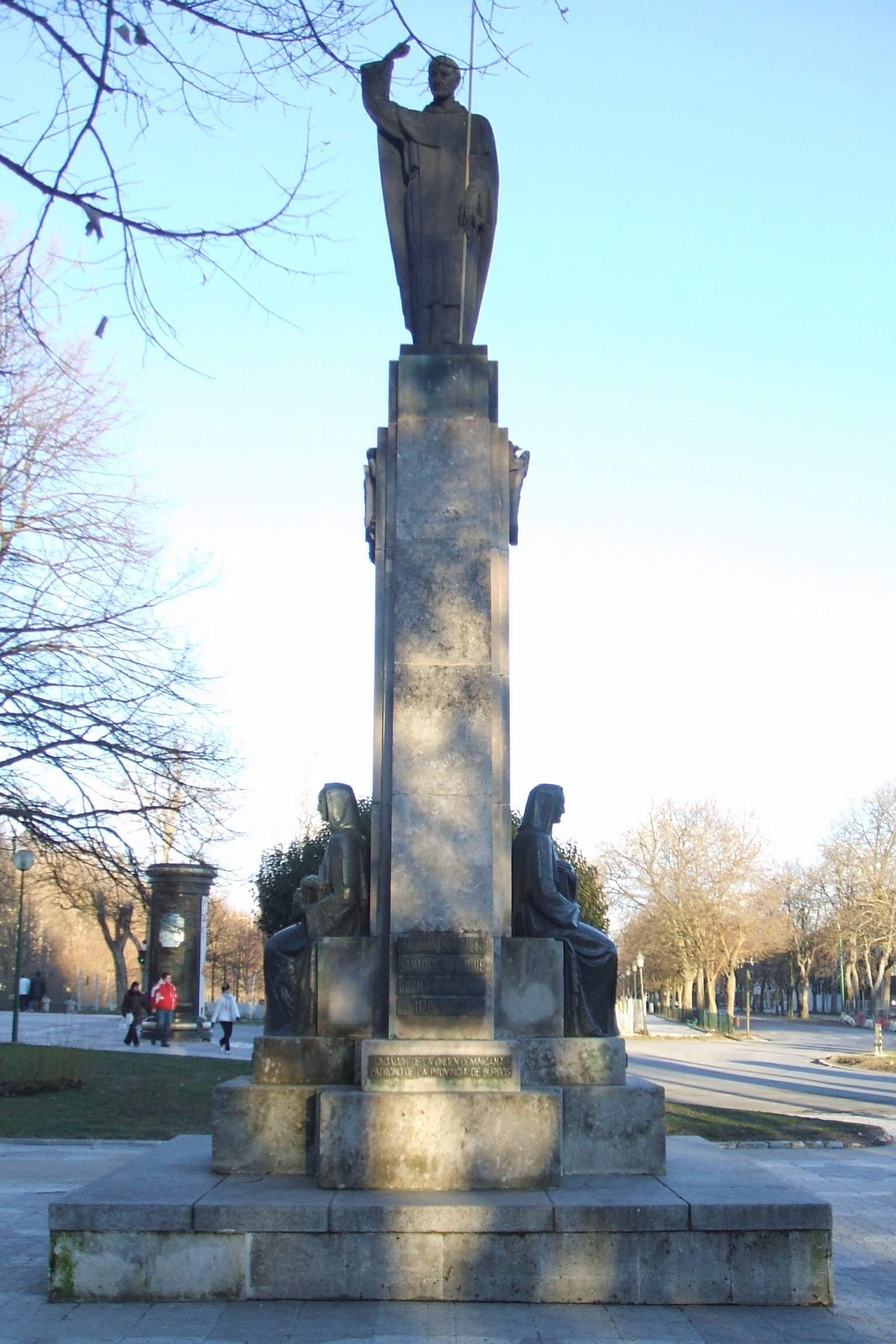
Monumento a Santo Domingo de Guzmán en Burgos

- En Argentina: La Toma (San Luis); Bombal, Acebal, Gobernador Crespo, Villa Eloísa y Santo Domingo (Santa Fe); Nueve de Julio (Buenos Aires); Rodeo (San Juan); Joaquín V. González (Salta). En esta última se celebra la Festividad del Santo Patrono a partir del 3 hasta el 8 de agosto, celebrando una novena en honor además de fiestas culturales. El 8 de agosto se realiza una procesión que finaliza en la iglesia, seguida de un desfile de gauchos además de fuegos artificiales. La festividad concluye con grupos musicales (folklóricos entre otros), comidas tradicionales de la región y danzas. Se hace además la Cruzada de Santo Domingo donde participan ciclistas de todo el país el 5 de agosto.
- En Costa Rica: Basílica de Santo Domingo de Guzmán en Santo Domingo de Heredia. En esta parroquia se promovió el rezo del Santo Rosario, que se celebra todos los 8 de cada mes y termina con una misa solemne y estos con exposición de las reliquias de Santo Domingo. El motivo del 8 de cada mes es por su solemnidad el 8 de agosto.
- En Ecuador: Santo Domingo.
- En España: provincia de Burgos, Diócesis de Osma-Soria, Campaspero, Navas del Madroño, Algar de Mesa, Samper de Calanda, Lécera, Humanes de Madrid, Pulgar (Toledo), Castillejo de Robledo (Soria), Pajarejos (Segovia), Nava de Béjar (Salamanca) donde se celebra su festividad el 4 de agosto, en Benalauría, en la provincia de Málaga, donde se celebran en su honor las Fiestas de Moros y Cristianosy Valmojado (Toledo), donde se celebran en su honor las fiestas patronales el 8 de agosto.
- En Guatemala: Basílica de Nuestra Señora del Rosario, Templo de Santo Domingo en la Ciudad de Guatemala; Santo Domingo Mixco, Santo Domingo Xenacoj, Santo Domingo Suchitéquez, Cobán, Sacapulas.
- En Italia: Bolonia y Marina di Camerota el cuatro de agosto
- En México: Santo Domingo Tehuantepec, Santo Domingo Ingenio y Oaxaca de Juárez.
- En Nicaragua: Managua; se celebra su festividad entre el primero y diez de agosto de cada año desde finales del siglo XIX en el marco de las Fiestas Patronales de Managua (el patrono oficial de Managua, Capital de Nicaragua, es Santiago Apóstol aún el día de hoy, el cual se conmemora el 25 de julio. Ninguna autoridad eclesiástica ha cambiado este nombramiento; sin embargo, la población tanto de Managua como de otros municipios del país celebran a Santo Domingo de Guzmán como si fuera el patrono). La festividad en honor a "Minguito" como lo llaman los nicaragüenses comenzó a tomar más fuerza posterior al terremoto del 31 de marzo de 1931 que destruyó la capital de Nicaragua. En Las Sierritas de Managua (al sur de la capital), donde está la imagen del santo (hallada en ese lugar en julio de 1885, por el campesino leñador Vicente Aburto), se realiza una misa y la imagen es bajada cada 31 de julio para hacer un recorrido por la ciudad el día 1 de agosto, donde permanece por 9 días en la Iglesia Santo Domingo del centro de la capital, la cual es administrada por sacerdotes de la Compañía de Jesús, y el 10 de agosto regresa a su lugar en la iglesia de Santo Domingo de Las Sierritas.
- En Panamá: iglesia Santo Domingo de Guzmán en la Provincia de Herrera, distrito de Parita. Se celebran días previos a la festividad con Novenas en honor al Santo, entre rezos, caravanas por las distintas calles de los corregimientos y fuegos artificiales. El día 3 de agosto se conmemora con una procesión en horas de la noche que culmina con la tradicional serenata y quema de fuegos artificiales en la plaza Colonial. En la mañana del 4 de agosto se celebra la Gran Misa, que congrega a muchos feligreses y autoridades de la Iglesia. Una vez culminada la parte religiosa, La Plaza Colonial, ubicada al costado de la iglesia, se prepara con las tradicionales corridas taurinas que abarcan los días 4, 5, 6 y 7 de agosto independientemente del día semanal. Estas corridas están acompañadas de tamboritos, murgas y la jocosidad que caracteriza al pueblo, culminando a altas horas de la noche con bailes populares.
- República Dominicana: el nombre del país y de su capital, Santo Domingo, derivan del nombre de la orden de los Dominicos y del nombre del Santo.
- Venezuela: Municipio Buroz; es el patrono de esta entidad y se celebra el 4 de agosto con actividades religiosas y culturales. En este Municipio también hay una reliquia del Santo.

También es patrono de los científicos, en particular de los astrónomos.
En otros cultos
- Su nombre figura entre las celebraciones del Calendario de Santos Luterano.